# Momix
Momix é uma companhia de dança dos Estados Unidos, criada em 1981 e até hoje em atividade. Além da dança, ela mescla técnicas circenses e desenhos de luzes, criando uma atmosfera surrealista atrelada ao corpo humano. Seu fundador, diretor artístico e coreógrafo é Moses Pendleton, um dos mais renomados profissionais estadunidenses.
É composta por bailarinos, acrobatas e ilusionistas de vanguarda, que utilizam luz, sombra, cenários, acessórios e bom humor nas suas apresentações.